# Monty Budwig
Monte Rex Buswig, conosciuto come Monty Budwig (Pender, 26 dicembre 1926 – Eagle Rock, 9 marzo 1992), è stato un contrabbassista statunitense di musica jazz.

## Biografia
Cresciuto in una famiglia di musicisti, Budwig ha iniziato a suonare il contrabbasso mentre frequentava le scuole superiori. Dopo aver collaborato  con Vido Musso nel 1951, ha continuato a suonare nelle bande militari della United States Air Force dove è rimasto per tre anni.  Nel 1954 si è trasferito a Los Angeles, dove in breve tempo è diventato un ricercato musicista di studio. Ha suonato con Barney Kessel, è stato membro del Red Norvo Trio dal 1954 al 1955 e poi dell'orchestra di Woody Herman. Budwig lavorò con Zoot Sims, Shelly Manne, Shorty Rogers, Russ Freeman, Terry Gibbs, Bill Evans, Benny Goodman, Carmen McRae, Bud Shank, Bob Cooper, Vince Guaraldi, Cal Collins e successivamente con Ellyn Rucker.
Ha fatto parte di "Jazz at the Philharmonic",  un progetto ideato e prodotto da Norman Granz che si sviluppava in una serie di concerti jazz, tour e registrazioni e che raggiunse l'Europa in più occasioni.
Nel 1973 ha accompagnato in un tour Australiano Benny Goodman e nel 1974 in Sudamerica, Carmen McRae.
Budwig ha suonato in più di trecento album.  Nel 1978 ha registrato come leader Dig, un Lp che ha visto la partecipazione della moglie Arlette McCoy al piano elettrico, oltre a  Willie Bobo (percussioni), Bob Brookmeyer (trombone), Joe Diorio (chitarra), Billy Higgins (batteria), Tom Ranier (pianoforte).

## Discografia (parziale)

### Come leader
- 1979 – Dig'' (Concord Jazz Records, CJ-79)

### Collaborazioni
Shelly Manne, Victor Feldman, Conte Candoli, Herb Geller, Russ Freeman, Monty Budwig
- 1958 – Shelly Manne & His Men Play "Peter Gunn"' (Contemporary Records, C-3560)

Bill Smith with Shelly Manne, Jim Hall & Monty Budwig
- 1961 – Folk Jazz (Contemporary Records, M/S 7591)

Shelly Manne / Bill Evans with Monty Budwig
- 1962 – Empathy (Verve Records, V/V6-8497)

Paul Smith with Monty Budwig, Frank Capp, Barney Kessel
- 1979 – The Good Life (Discwasher Recordings, DR-004-D)

Pinky Winters with Lou Levy and Monty Budwig
- 1985 – Let's Be Buddies (Jacqueline Records, JR 0116)

### Come sideman
Con Toshiko Akiyoshi
- 1978 – Finesse (Concord Jazz Records, CJ-69)

Con Chet Baker and Bud Shank
- 1957 – Theme Music from "The James Dean Story" (World Pacific Records, P-2005)

Con Gary Burton
- 1963 – 3 in Jazz (RCA Victor Records, LPM/LSP-2725)

Con Frank Butler
- 1978 – The Stepper (Xanadu Records, Xanadu 152)
- 1980 – Wheelin' and Dealin' (Xanadu Records, Xanadu 169)

Con Conte Candoli
- 1957 – Conte Candoli Quartet (Mode Records, MOD LP #109)

Con Betty Carter
- 1971 – 'Round Midnight (Atlantic Records, P-6040A)

Con June Christy
- 1961 – Do-Re-Mi (A Modern Interpretation of the Hit Broadway Musical) (Capitol Records, ST 1586) – con Bob Cooper

Con Rosemary Clooney
- 1977 – Everything's Coming Up Rosie (Concord Jazz Records, CJ-47)
- 1978 – Rosie Sings Bing (Concord Jazz Records, CJ-60)
- 1979 – Here's to My Lady (Concord Jazz Records, CJ-81)

Con Sonny Criss
- 1969 – I'll Catch the Sun! (Prestige Records, PR/PRST 7628)

Con Herb Ellis
- 1979 – Soft & Mellow  (Concord Jazz Records, CJ-77)

Con Stan Getz
- 1981 – The Dolphin (Concord Jazz Records, CJ-158)
- 1992 – Spring Is Here (Concord Jazz Records, CCD-4500)

Con Vince Guaraldi
- 1962 – Jazz Impressions of Black Orpheus (Fantasy Records, 8089)
- 1964 – From All Sides (Fantasy Records, 3362) – con Bola Sete
- 1965 – A Charlie Brown Christmas (Fantasy Records, 5019)

Con Stan Kenton
- 1966 – Stan Kenton Plays for Today (Capitol Records, T/ST 2655)
- 1967 – The World We Know (Capitol Records, T/ST 2810)

Con Barney Kessel
- 1954 – Barney Kessel Volume 2 (Contemporary Records, C-2514)
- 1959 – Some Like It Hot (Contemporary Records, S 7565)

Con Jimmy Knepper
- 1979 – Jimmy Knepper in L.A. (Inner City Records, IC 6047)

Con Junior Mance
- 1964 – Straight Ahead! (Capitol Records, T/ST 2218)

Con Shelly Manne
- 1957 – Concerto for Clarinet & Combo (Contemporary Records, C 3536/S 7536)
- 1958 – The Gambit (Volume 7)  (Contemporary, C-3557/S 7030)
- 1959 – Son of Gunn!! (Contemporary Records, M 3566/S 7566)
- 1960 – At the Black Hawk, Vol. 1 (Contemporary Records, M 3577/S 7577)
- 1960 – At the Black Hawk, Vol. 2 (Contemporary Records, M 3578/S 7578)
- 1960 – At the Black Hawk, Vol. 3 (Contemporary Records, M 3579/S 7579)
- 1960 – At the Black Hawk, Vol. 4 (Contemporary Records, M 3580/S 7580)
- 1991 – At the Black Hawk, Vol. 5 (Original Jazz Classics Records, OJCCD-660-2)
- 1963 – My Son the Jazz Drummer! (Contemporary Records, M 3609/S 7609)
- 1964 – My Fair Lady (Capitol Records, T/ST-2173)
- 1965 – Manne-That's Gershwin! (Capitol Records, T/ST-2313)
- 1966 – Boss Sounds! (Atlantic Records, 1469)
- 1967 – Jazz Gunn (Atlantic Records, 1487)
- 1976 – Perk Up (Concord Jazz Records, CJ-21)

Con Charles McPherson
- 1979 – Free Bop! (Xanadu Records, Xanadu 170)

Con Art Pepper
- 1956 – Surf Ride (Savoy Records, MG 12089)

Con Shorty Rogers
- 1958 – Portrait of Shorty (RCA Victor Records, LPM-1561)

Con Bola Sete
- 1965 – The Incomparable Bola Sete (Fantasy Records, 8364)

Con Bud Shank
- 1985 – California Concert (Contemporary Records, C-14012) con Shorty Rogers

Con Ira Sullivan
- 1982 – Multimedia (Galaxy Records, GXY-5137)

Con Cal Tjader
- 1978 – Breathe Easy (Galaxy Records, GXY-5107)

Con Sarah Vaughan
- 1974 – Sarah Vaughan & the Jimmy Rowles Quintet (Mainstream Records, MRL 404)